# Dave Farrell
David Michael Farrell (Plymouth, Massachusetts, 8 de febrero de 1977), más conocido como Phoenix, es el bajista del grupo de rock alternativo estadounidense Linkin Park. Actualmente forma parte del podcast de golf "Member Guest"

## Biografía
Farrell nació en Plymouth, Massachusetts pero más tarde se mudó a Mission Viejo, California cuando tenía cinco años.[cita requerida] Se graduó en la Universidad de California.[cita requerida] Toca el bajo, la guitarra eléctrica, el chelo y el violín. 
Farrell ha declarado que sus influencias han sido su madre y su hermano Joe, al igual Weezer, The Beatles, Deftones, Pink floyd, Guns N Roses, The Smiths, Hughes y Wagner.[cita requerida] Está casado desde diciembre de 2002 con Linsey Farrell y tienen cuatro hijos.

### Linkin Park
Farrell fue miembro de un grupo de ska cristiano conocido como Tasty Snax. Mientras asistía a la universidad, practicaba con Brad Delson "tocando el bajo de Brad en su habitación". A pesar de esto, como tenía que viajar con su banda, los Tasty Snax, no pudo tocar con Delson y su banda, que se convertiría en Linkin Park. Tras cambiar su nombre a Snax, Farrell comenzó a tocar el bajo en la banda antes de abandonarla de nuevo para unirse a Linkin Park.
El grupo finalmente firmó con Warner Bros. y lanzó en 2000 su álbum debut, Hybrid Theory. Se convirtió en un éxito; llegó a la posición número dos del Billboard 200, y uno de sus sencillos, «In the End», llegó al segundo lugar del Billboard Hot 100, siendo el mayor éxito de su carrera. Posterior a esto, lanzaron siete álbumes de estudio —Meteora (2003), Minutes to Midnight (2007) A Thousand Suns (2010), Living Things (2012), The Hunting Party (2014) y One More Light (2017)—, de los cuales todos lograron el número uno en la principal lista musical de Estados Unidos. Además, en Reino Unido todos sus discos de estudios, junto dos álbumes de remezclas Reanimation (2002) y Recharged (2013), han entrado en los primeros cinco lugares del UK Albums Chart.

## En vivo
En los conciertos hace los coros de la canción The Little Things Give You Away, Castle Of Glass e Invisible. Normalmente en la banda usa bajos de la marca MMS Bass, casi siempre efectuando la técnica de las púas.